# Wim van der Voort
Wim van der Voort   ('s-Gravenzande, 24 de març de 1923 - Delft, 23 d'octubre de 2016) va ser un patinador de velocitat, remer i aixecador de peses neerlandès, guanyador d'una medalla olímpica.
El 1952 va prendre part en els Jocs Olímpics d'Hivern d'Oslo, on disputà tres proves del programa de patinatge de velocitat. Guanyà la medalla de plata en la prova dels 1.500 metres, mentre en la dels 5.000 metres fou cinquè i en la dels 500 metres dinovè. En aquests Jocs fou l'abanderat neerlandès en la cerimònia inaugural.
En el seu palmarès també destaca una medalla de bronze al Campionat del Món de 1953 i dues medalles de plata al Campionat d'Europa, el 1951 i 1953.